# Extensible Business Reporting Language

XBRL (sigle de eXtensible Business Reporting Language) est une technologie informatique gérée par un consortium, XBRL International, associé à un grand nombre de représentations nationales, appelées juridictions : XBRL Afrique du Sud, Allemagne, Belgique, Chine, Corée du Sud, Danemark, Émirats Arabes Unis, Espagne, États-Unis, Finlande, France, Inde, Italie, Japon, Pays-Bas, Royaume Uni, Suède, Suisse…, et deux organisations régionales : XBRL Europe et XBRL Asia Roundtable. En Europe, Eurofiling est un forum d'échanges et de rencontres autour du reporting réglementaire XBRL européen.
XBRL permet de qualifier les données, à travers des taxonomies, utilisées pour décrire des informations métier : financières, environnementales, sociétales… XBRL supporte plusieurs formats de données, actuellement XML, JSON, CSV ou pages HTML (actuellement XHTML 1.0).
Les taxonomies, actuellement écrites en XML, permettent d’associer aux données de nombreuses métadonnées telles que hiérarchies, libellés, descriptions, références réglementaires, définition sémantique, indications de présentation, contrôles, avec les informations textuelles éventuellement en plusieurs langues.
Les taxonomies peuvent être combinées ou modifiées par d’autres taxonomies (taxonomies d’extension).
Des travaux sont en cours pour pouvoir définir les taxonomies en JSON permettant un accès plus aisé aux données et un plus grande facilité d’appréhension par les intelligences artificielles.
XBRL est largement utilisé dans le monde pour communiquer des informations réglementaires (rapports financiers, de solvabilité, données fiscales, environnementales…) vers les organismes de supervision (ACPR / Banque de France, Banque Nationale de Belgique, AMF / DILA, EBA, BCE, SRB, EIOPA, ESMA…) et pour permettre aux analystes et investisseurs l'accès à des données qualifiées et vérifiées.

## Technologie XBRL et évolution
Les rapports XBRL contiennent des données qualifiées sous forme de liste non structurées (format XML, CSV ou JSON), de tableaux (format CSV), ou de documents HTML pour la variante Inline XBRL (ou iXBRL).
Ces données sont décrites par des taxonomies, actuellement au format XML, qui définissent notamment comment sont organisées les données, permettant, par exemple, de définir plusieurs structures de bilan ou de faire apparaître une même donnée dans plusieurs états. Ces taxonomies peuvent importer d'autres taxonomies (la taxonomie ESEF importe la taxonomie IFRS et la taxonomie LEI) et être complétées par des taxonomie d’extension (un émetteur peut ajouter des éléments à la taxonomie ESEF).
Pour éviter les incompatibilités rencontrées dans les versions initiales de XBRL, la technologie a évolué par ajout de spécifications complémentaires gardant une compatibilité ascendante avec la version de base, XBRL 2.1 publiée en décembre 2003.
Initié en 2022, le projet OIM (Open Information Model) a modélisé les données des rapports XBRL pour les dissocier de la syntaxe XML, permettant de décrire des syntaxes CSV et JSON, et travaille actuellement à la définition des taxonomies en JSON.

## Rapports XBRL
Un rapport ou instance XBRL contient généralement les données demandées par une réglementation particulière, pour une entité donnée, par exemple : RFA (Rapport Financier Annuel) ou Rapport de Solvabilité d’une société d’assurance. Le rapport référence la taxonomie associée aux données.
Un des intérêts de XBRL est la qualification des données. Chaque donnée, appelée fait, peut être numérique ou non, correspondre à un instant (par exemple « montant de l’actif ») ou à une durée (par exemple « chiffre d’affaires »).
Chaque donnée est identifiée et associée à un certain nombre de caractéristiques, directement associées ou dans un conteneur, appelé contexte qui peut être partagé avec d'autres données.
Chaque contexte définit :
- l’identification de l’entité associée à la donnée, code et type, maintenant souvent le Legal entity identifier (LEI) ou une subdivision du LEI ;
- la caractéristique temporelle (instant, ou début et fin de période) ;
- éventuellement, une ou plusieurs caractéristiques complémentaires, appelées dimensions taxonomiques, par exemple : brut ou net, zone géographique associée, information sémantique, code ISIN…).

Chaque donnée est associée à un identifiant d’élément contexte.
En outre, chaque donnée numérique est directement associée à une précision et l’identifiant d’un élément qui définit l’unité. Afin de pouvoir éviter des incohérences, XBRL International gère un registre des unités.
Les données peuvent être associées à des notes de bas de page, permettant d’ajouter des informations complémentaires, par exemple, des explications pour un auditeur.
Il faut noter que, en suivant les principes de la technologie XML, les données sont exprimées en utilisant des formats standard : ISO 8601 pour les données temporelles, ISO 4217 pour les montants, sans facteur d’échelle, ISO 17442 (LEI) pour l’identification des organisations…

## Taxonomies XBRL
Une taxonomie consiste en un ensemble, pouvant être conséquent, de schémas XML et de bases de liens XLink.
Les schémas contiennent les descriptions des données, appelées concept, avec leur nom, leur type, la temporalité (instant ou durée) et, éventuellement d’autres métadonnées, comme crédit ou débit pour les montants. Le nom peut être significatif (exemple CostOfSales dans une taxonomie ESEF) ou codé (exemple : mi312 dans une taxonomie définie par la BCE). Des données de différentes origines peuvent être distinguées par leur espace de nommage. Les schémas contiennent également des éléments, généralement abstraits, utiles à l’organisation ou à l’utilisation des données (éléments de structuration, versions, dates de validité, éléments servant aux contrôles, à l’affichage…).
Les bases de liens contient des liens vers des éléments de schéma.

### Base de liens de libellés
La base de liens de libellés, définie dans la spécification XBRL 2.1, permet d’associer un ou plusieurs libellés à un élément, dans une langue donnée.
Plusieurs types de libellés sont possible, prédéfinis par XBRL 2.1 ou définis dans la taxonomie : libellés standard, libellé si positif, si négatif…

### Base de liens de présentation
La base de liens de présentation, définie dans la spécification XBRL 2.1, permet de structurer des données sous forme d’arbre. Des éléments abstraits (non présents dans les rapports) peuvent être ajoutés. Plusieurs hiérarchies peuvent exister pour un même ensemble de données.

### Base de liens de calculs
La base de liens de calculs, définie dans la spécification XBRL 2.1, permet de contrôler des cumuls de données simple.

### Base de liens de références
La base de liens de références, définie dans la spécification XBRL 2.1, permet d’associer à une données des référence réglementaires sous forme de référence dans la documentation et / ou d’URL.

### Spécification Dimensions
Dans les taxonomies, la spécification dimensions permet d'associer des caractéristiques aux données.
Les valeurs de dimensions peuvent être définies dans la taxonomie (exemple : brut ou net), pour les dimensions dites explicites, ou à travers un type de donnée (exemple : code ISIN), pour les dimensions dites typées.
Les valeurs des dimensions, appelée membres, sont généralement organisées en hiérarchies, permettant d’effectuer des contrôles de cumuls, par exemple « Zone géographique ».
Un domaine définit un ensemble de valeurs logiquement liées. Une dimension peut être associées un ou plusieurs domaines (un seul dans les taxonomies type Eurofiling).
Plusieurs dimensions peuvent partager un même domaine, par exemple « Pays de production » et « Pays de commercialisation ».

### Spécifications Formula
Les spécifications Formula peuvent être utilisées pour définir des valeurs de données à partir d’autres (formules) ou de faire des contrôles (assertions).

### Spécification Table linkbase
La spécification Table linkbase permet de présenter un ensemble de données sous la forme d’un ou plusieurs tableaux suivant trois axes, avec une présentation rudimentaire.

## Inline XBRL
Le principe de Inline XBRL (ou iXBRL) est d’utiliser un rapport lisible dans un navigateur Web (au format XHTML) en qualifiant les données de manière cachée (en utilisant le principe XML que tout ce qui n’est pas compris doit être ignoré).
Comme la lisibilité des données et les conventions locales imposent des formats différents des formats standards des informations complémentaires sont introduites, par exemple :
- introduction du nom de l’élément donnée, précision, unité, identification du contexte et, pour les données numériques et dates, d’un nom de format ;
- définition d’un format local de date : 25/12/2024, 12-25-24 ou 25 Dec. 2024 au lieu de 2024-12-25 ;
- définition de séparateurs de milliers et d’un facteur d’échelle pour les montants : 2 450 (kiloeuro) au lieu de 245000 (euro) ;
- utilisation de parenthèses pour indiquer un montant négatif : (230 000) au lieu de -230000 ;
- utilisation d’un tiret pour représenter une donnée nulle.

Afin de pouvoir éviter des incohérences, XBRL International gère un registre des formats.

## OIM (Open Information Model)
Afin d’améliorer les performances et de supporter d’autres formats, XBRL International a décider de définir un modèle indépendant de la syntaxe XML, en intégrant quelques simplifications, ce qui a donné l’OIM qui supporte trois formats pour construire des rapports XBRL : XML, JSON et CSV.

## XBRL-CSV
La spécification XBRL-CSV définit la structure des rapports XBRL au format CSV. Ce format devrait permettre d’obtenir les performances nécessaires aux rapports de gros volumes.
Un document JSON, relai entre le rapport XBRL-CSV et sa taxonomie contient les métadonnées qui manquent au rapport en CSV : lien vers la taxonomie, définition des espaces de nommage, identification des espaces de nommage, contexte. Des métadonnées peuvent être mises en commun, permettant des temps de réponse plus courts. 
Il existe deux modes de structure des rapports XBRL-CSV, le mode tableau et le mode liste.
Le format XBRL-CSV devrait être utilisé en 2025 pour les rapports destinés à l’EBA et à la BCE.

## Utilisation de XBRL
XBRL peut maintenant être considéré comme une norme de fait pour le transfert et l’utilisation des données financières et environnementales.
Les premiers projets d’ampleur ont été initiés par la FDIC américaine (Federal Deposit Insurance Corporation) et la fondation IFRS (International Financial Reporting Standards).
En 2006, le Comité européen des superviseurs bancaires (en anglais ; Committee of European Banking Supervisors (CEBS)), a décidé d’utiliser XBRL pour la mise en œuvre de la réglementation Bâle II ; maintenant le CEBS est devenu l'Autorité bancaire européenne (en anglais : European Banking Authority (EBA)) et XBRL est utilisé dans tous les pays de l’union européenne pour la supervision et la résolution des banques. En France, l’Autorité de contrôle prudentiel et de résolution (ACPR), intégrée à la Banque de France, utilise les taxonomies de l’EBA, de la Banque centrale européenne et du Conseil de résolution unique (en anglais; Single Resolution Board (SRB)) pour la collecte et a développé des taxonomies XBRL pour ses besoins propres.
Dans le domaine de la supervision assurantielle en Europe, XBRL est utilisé depuis 2015 (2014 en France). Les taxonomies européennes sont développées par l’Autorité européenne des assurances et des pensions professionnelles (AEAPP, en anglais ; European Insurance and Occupational Pensions Authority (EIOPA)), les taxonomies françaises complémentaires par l’ACPR / Banque de France.
En 2021, une taxonomie XBRL décrivant les données financières des sociétés faisant appel public à l’épargne a été mise en œuvre, nommée taxonomie ESEF (European Single Electronic Format, développée par l’Autorité européenne des marchés financiers (AEMF; en anglais European Securities and Markets Authority (ESMA)). En France, les données, au format Inline XBRL sont collectées par l’Autorité des marchés financiers  (France) (AMF), puis archivées et mises à disposition par la Direction de l'information légale et administrative (DILA).
Dans le domaine ESG des critères environnementaux, sociaux et de gouvernance, une taxonomie est développée par le European Financial Reporting Advisory Group (Groupe consultatif européen sur l'information financière ; sigle anglais : EFRAG) pour mettre en œuvre la directive CSRD.
Pour la remise des Comptes annuels, aux registres de commerce, la plupart des pays européens ont adopté XBRL comme format. Ils ont développé des taxonomies suivant les normes comptables locales.
Mi-2025, XBRL International a dénombré 220 types de reportings différents dans 65 pays.